# Hiram Rhodes Revels
Hiram Rhodes Revels (Fayetteville (North Carolina), 27 september 1822 - Aberdeen (Mississippi), 16 januari 1901) was een veteraan in de Amerikaanse Burgeroorlog en het eerste Afro-Amerikaanse Senaatslid in de Verenigde Staten. Hij vertegenwoordigde Mississippi in 1870 en 1871 tijdens de zogenaamde Reconstructie. Tot 2012 is Revels een van slechts zes Afro-Amerikanen die in de Amerikaanse Senaat hebben gediend.

## Zijn vroege carrière
Revels werd in vrijheid geboren in Fayetteville, North Carolina uit gemengd wit, zwart en indiaans bloed van zijn vaderszijde en een slavenmoeder die later geëmancipeerd raakte. In zijn jeugdjaren werd hij opgevoed door een zwarte vrouw. In 1838 ging hij bij zijn broer, Elias B. Revels, wonen in Lincolnton, North Carolina, en werd leerjongen in zijn kapperszaak. Elias Revels stierf echter in 1841 en zijn weduwe, Mary Revels, droeg haar bezit over aan Hiram voordat zij hertrouwde.
Hij werd lid van de Union County Quaker Seminary in Indiana, en in 1856-1857 van het Knox College in Galesburg, Illinois. Tevens studeerde hij aan het zwarte seminarie in Ohio. Revels werd in 1845 aangesteld als predikant van de African Methodist Episcopal Church, in 1850 in Indiana, Illinois, Ohio, Tennessee, Missouri, Kansas, en Maryland.
Als aalmoezenier hielp Revels bij het oprichten van twee zwarte unie-regimenten gedurende de Amerikaanse Burgeroorlog in Maryland en Missouri en nam deel aan de Slag bij Vicksburg in Mississippi.

## Zijn politieke carrière
In 1865 keerde Revels terug in het ambt van predikant en werd hij kortstondig aangesteld in de kerken van Leavenworth, Kansas en New Orleans, Louisiana. In 1866 kreeg hij een vaste aanstelling als dominee in Natchez, Mississippi, waar hij zich vestigde met zijn vrouw en vijf dochters, zijn predikantenwerk voortzette en scholen stichtte voor zwarte kinderen.
Tijdens de Reconstructie in 1868 werd Revels gekozen tot wethouder in Natchez en in 1869 om Adams County in de Mississippi Staat Senaat te vertegenwoordigen. Tot dan toe had hij nog nooit gestemd, nog nooit een politieke bijeenkomst bijgewoond en dus ook nog nooit een politieke redevoering gehouden. Maar hij was een kleurling, gaf zich uit als Republikein en geloofde erin een man te zijn die qua talent hoog boven het gemiddelde stond. In januari 1870 gaf Revels een indrukwekkende en welsprekende toespraak in de Senaatskamer. Hierna werd hij met 81 tegen 15 stemmen om het laatste jaar van de termijn in de Senaat in te vullen van de zetel die eens door Jefferson Davis, de vroegere president van de Geconfedereerde Staten van Amerika, werd in genomen.
De verkiezing van Revels werd met stevige oppositie bestreden door de Zuidelijke conservatieve Democraten. Zij voerden aan dat zolang het veertiende amendement van de Verenigde Staten nog niet geratificeerd was, geen enkele zwarte als burger kon worden betiteld. Aangezien men voor een verkiezing voor de Senaat minstens negen jaar als burger moest zijn ingeschreven (de Dred Scott Decision), claimden de opponenten van Revels dat hij de zetel niet kon aanvaarden. Supporters van Revels reageerden door te stellen dat deze wet alleen van toepassing was voor zwarten van puur Afrikaanse afkomst en aangezien Revels van gemengd bloed was, afstammeling van een blanke, geboortig uit een Amerikaan geslacht en daardoor een uitzondering was, dus al een burger was voor zijn hele leven. Deze argumenten zegevierden en op 25 februari 1870 werd Revels de eerste zwarte man die een zetel bekleedde in de Senaat.

## Amerikaanse senator
Revels termijn duurde slechts een jaar, van februari 1870 tot maart 1871. Hij werkte stilletjes en hardnekkig aan de gelijkheid voor de zwarten, maar grotendeels zonder succes. Hij verweerde zich tegen een amendement van senator Allen G. Thurman (D-Ohio) om de scholen van Washington D.C., gescheiden te houden. Hij nomineerde een jonge zwarte voor de United States Military Academy, ofschoon zijn toelating consequent werd geweigerd. Revels was succesvol in zijn strijd voor de zaak van de zwarte arbeiders die om hun huidskleur werden geweigerd een baan te krijgen bij de Washington Navy Yard.
Revels werd geprezen in de kranten om zijn welsprekendheid. Door zijn optreden in de Senaat en door zijn publiek gedrag zou hij bij welke verkiezing dan ook kunnen worden gewaardeerd, ware het niet dat hij een zwarte was. Dit gold ook voor een aantal andere Afro-Amerikanen die in het Huis van Afgevaardigden zetelden, in de regel waren deze allemaal erg leergierig, ambitieus en ijverig.

## College-directeur
Twee maanden voordat zijn termijn eindigde nam Revels ontslag en werd hij aangesteld tot de eerste president van de Alcorn Agricultural and Mechanical College (nu Alcorn State University) in Claiborne County, Mississippi, waar hij tevens filosofie doceerde. In 1873 vertrok hij tijdelijk van Alcorn om te fungeren als Secretary of State ad interim van de staat Mississippi.
In 1874 werd hij ontslagen bij Alcorn omdat hij campagne voerde tegen de herverkiezing van de gouverneur van Mississippi Adelbert Ames. Hij werd opnieuw aangesteld in 1876 door de nieuwe Democratische regering en bleef in functie tot zijn pensioen in 1882.
Revels bleef actief in zijn gemeente. Hij overleed op 16 januari 1901, terwijl hij een kerkelijke conferentie bijwoonde in Aberdeen (Mississippi).